# Christine (película de 2016)
Christine es una película independiente dirigida por Antonio Campos y escrita por Craig Shilowich. Está basada en la historia de Christine Chubbuck, periodista estadounidense que se suicidó mientras presentaba su programa de televisión en directo en 1974. Teniendo como protagonistas a Rebecca Hall y Michael C. Hall, la cinta fue estrenada el 23 de enero de 2016 durante el Festival de Cine de Sundance, llegando posteriormente a los cines estadounidenses el 14 de octubre de 2016.

## Argumento
Christine Chubbuck (Rebecca Hall) es una reportera de televisión de 29 años que trabaja en Sarasota. Frecuentemente tiene discrepancias con su jefe Michael (Tracy Letts), quien le pide dejar las historias de interés humano para concentrarse en noticias sobre crímenes, las cuales elevan los niveles de audiencia. Chubbuck también se siente atraída por su colega, el presentador George Peter Ryan (Michael C. Hall).
Un día, Chubbuck experimenta dolores en su abdomen. Al ir al médico, descubre que uno de sus ovarios debe ser extirpado, lo que reduciría sus probabilidades de concebir.
En el trabajo, Christine se entera de que el dueño de la estación va a seleccionar a algunos trabajadores para transferirlos a Baltimore. Ansiosa por ser promovida, Chubbuck acepta el consejo de su jefe y compra un dispositivo para interceptar la comunicación radial de la policía, lo que le sirve para reportear historias más violentas. Aunque sus reportajes siguen siendo alabados por sus compañeros, Michael insiste en que ese estilo no es el que él busca.
Christine intenta hacer otro tipo de noticias que combinan realidad y recreación. Pero Michael no solo descarta su trabajo, sino que lo reemplaza por un reportaje que su amiga y camarógrafa, Jean (Maria Dizzia), ha elaborado. Chubbuck arremete, gritándole a Michael frente a todos los trabajadores que su esposa es una alcohólica.
Después de tomarse el fin de semana libre, Christine regresa a trabajar y George la invita a cenar para conocerse mejor. En la cena, Christine admite que construye muros para aislarse de la gente y George confiesa que alguna vez tuvo problemas de alcoholismo. Después de la comida, George la lleva a su antigua escuela y le cuenta que en su juventud era un atleta, pero después de lesionarse perdió seguridad y cayó en las drogas. Él le dice a Christine que desea ayudarla y la invita al gimnasio de la escuela, donde un grupo de autoayuda está practicando un juego llamado «Sí, pero», en el cual una persona dice sus problemas y la otra ofrece soluciones. Durante el juego, Christine confiesa que es virgen, pero quiere tener desesperadamente un hijo biológico y un esposo al cual amar.
Tras la sesión, George lleva a Christine a casa y le dice que pronto se mudará a Baltimore. En medio de la noche, Chubbuck decide visitar al dueño de la estación, Bob Anderson (John Cullum). Hablando con él sobre el ascenso, se entera de que George pidió a Andrea —la encargada de deportes— para ser transferida junto a él.
Al volver al trabajo, Christine le pide permiso a George para hacer un reportaje. Él acepta. Una vez iniciado el programa, Christine lee varios minutos de noticias, pero cuando el video de un crimen local se atasca, ella anuncia que su estación transmitirá un intento de suicidio en directo, saca una pistola desde el escritorio y se dispara en la cabeza.
Inicialmente, sus colegas creen que está bromeando, pero pronto se percatan de que todo es real. Christine aún respira y Jean la acompaña en la ambulancia hacia el hospital, donde se encuentra su madre, quien estaba viendo el programa por televisión.
Christine finalmente sucumbe ante las lesiones. Sola en su casa, Jean enciende el televisor, toma helado y canta la canción «Love Is All Around» —el tema central de The Mary Tyler Moore Show—, algo que Christine aseguraba hacer para lidiar con la pena.

## Reparto
- Rebecca Hall como Christine Chubbuck.
- Michael C. Hall como George Peter Ryan.
- Maria Dizzia como Jean Reed.
- J. Smith-Cameron como Peg Chubbuck.
- Kim Shaw como Andrea Kirby.
- Timothy Simons como Steve Turner.
- Tracy Letts.
- Rachel Hendrix como Crystal.
- John Cullum como Bob Andersen.
- Morgan Spector como Dr. Parsons.
- Susan Pourfar como Miranda.
- Kimberley Drummond como Gail.
- Ritchie Montgomery como Tug.
- Jayson Warner Smith como Mitch.

## Antecedentes
La biografía de Christine Chubbuck fue investigada por el guionista Craig Shilowich, quien conoció su historia en el 2007 al leer una lista de muertes extrañas en Wikipedia. A partir de ese momento, Shilowich se obsesionó con Chubbuck. Coincidentemente, ese año el canal E! Entertainment estrenó una serie de reportajes llamado Boulevard of Broken Dreams, donde se le dedicó un segmento a la trágica muerte de la periodista. Después de verlo, Shilowich contactó al productor del programa, quien le cedió toda su investigación. Desde entonces, Shilowich trabajó dos años en el libreto antes de conocer al director Antonio Campos. Después de escribir un primer borrador basándose solo en fuentes secundarias, Shilowich viajó a Sarasota a entrevistar a personas que habían conocido a Chubbuck, tras lo cual redactó el guion definitivo.

## Producción
En mayo de 2015 se confirmó el reparto de actores que participarían en el proyecto. Para preparar su personaje, Rebecca Hall tuvo acceso a un video de veinte minutos en el que aparece Chubbuck comentando la construcción de un hotel en su programa Suncoast Digest. También acudió a la Escuela Juilliard de Nueva York, donde practicó frente a un espejo utilizando una máscara neutra.
El rodaje de Christine se llevó a cabo en Savannah, Georgia, durante veintinueve días. Para evocar la apariencia de las películas de los años 1970, el director Antonio Campos escogió cámaras digitales Arri Alexa, no obstante, filmó usando la proporción 16:9 para que el fotograma se ajustase perfectamente con los televisores modernos.
La escena del suicidio de la periodista fue la última del rodaje y tomó tres días de trabajo. Para hacerla más creíble, se utilizaron efectos especiales prácticos, de hecho, Rebecca Hall tuvo que esperar llegar a su hotel para quitarse la sangre sintética, ya que la producción no contaba con remolques para los actores. El acotado presupuesto de Christine fue recaudado, en parte, gracias a la ayuda de la propia protagonista.

## Lanzamiento
Christine debutó en el Festival de Cine de Sundance el 23 de enero de 2016, donde fue adquirida por la compañía The Orchard para ser distribuida en los Estados Unidos. The Orchard programó el estreno de Christine en los cines estadounidenses para el 14 de octubre de 2016. La Asociación Cinematográfica de Estados Unidos la clasificó con la letra R por contener una escena de violencia perturbadora y lenguaje con referencias sexuales.
Además de Sundance, Christine recorrió los festivales de Melbourne, Londres, Deauville, Toronto, Miami, Hamptons, Mill Valley, Chicago, Sedona y Turín.

## Promoción
El primer afiche promocional de la película fue publicado por The Orchard en marzo de 2016. El segundo fue divulgado en septiembre del mismo año.
Con el estreno de la película programado para el 14 de octubre de 2016, la distribuidora The Orchard tuvo problemas para encontrar una compañía que editara el tráiler de Christine. Debido a que el final de la historia era de público conocimiento, varias empresas rechazaron el proyecto, de hecho, uno de los ejecutivos lo calificó como un «desafío publicitario». En junio de 2016, The Orchard contactó a un individuo llamado Smitty, quien era dueño de la compañía InSync Plus, conocida por haber hecho el avance de la galardonada cinta Spotlight. Durante la negociación, Smitty mostró especial interés en asumir el reto, al punto de sentirse «obligado». Cuando Craig Shilowich, guionista y productor de Christine, se reunió con Smitty, descubrió que se trataba de Rob Smith, el editor de noticias que trabajaba con Christine Chubbuck cuando esta se suicidó. Curiosamente, el personaje de Smith fue descartado de la película por motivos dramatúrgicos. Finalmente, InSync Plus editó el tráiler y The Orchard pudo publicarlo el 15 de septiembre de 2016, a menos de un mes del estreno en los cines.

## Recepción de la crítica
Después de su exhibición en el Festival de Sundance, donde participó en la categoría Drama Estadounidense, Christine tuvo una cálida recepción de los críticos, quienes se concentraron en la interpretación de Rebecca Hall.
En el sitio especializado Metacritic, Christine obtuvo 72 puntos, lo que significa «Críticas generalmente favorables». Por otra parte, en Tomatazos (Rotten Tomatoes), la película alcanzó un 88% de aprobación considerando 128 reseñas profesionales y logró llegar a la categoría Certified Fresh. El consenso del sitio es:

«La fascinante actuación de Rebecca Hall es el punto más fuerte de Christine, una película que le ofrece a la audiencia una mirada empática a la vida privada y profesional de su personaje principal».

En diciembre de 2019, el sitio especializado en entretenimiento, TheWrap, elaboró un listado con las diez mejores películas biográficas de los años 2010, donde Christine ocupó el cuarto lugar. Según TheWrap, la actuación de Rebecca Hall es una de las mejores de la década. Por otra parte, el sitio /Film destacó el trabajo de Rebecca Hall en Christine como uno de los personajes femeninos más grandiosos de los últimos diez años.

## Premios y reconocimientos
| Premio                                             | Categoría                                                   | Nominado                            | Resultado | Fuente |
| -------------------------------------------------- | ----------------------------------------------------------- | ----------------------------------- | --------- | ------ |
| Festival de Cine de Sundance                       | Gran Premio del Jurado: Drama                               | Antonio Campos                      | Nominado  | [ 37 ] |
| Festival Internacional de Cine de Chicago          | Mejor actriz                                                | Rebecca Hall                        | Ganadora  | [ 38 ] |
| Festival de Cine de Turín                          | Mejor actriz                                                | Rebecca Hall                        | Nominada  | [ 39 ] |
| Premios LAFCA                                      | Mejor actriz principal                                      | Rebecca Hall                        | 2.º lugar | [ 40 ] |
| Premios Independent Spirit                         | Mejor primer guion                                          | Craig Shilowich                     | Nominado  | [ 41 ] |
| Premios Independent Spirit                         | Mejor producción                                            | Melody C. Roscher y Craig Shilowich | Nominados | [ 41 ] |
| Sociedad de Críticos Cinematográficos de Houston   | Mejor actriz                                                | Rebecca Hall                        | Nominada  | [ 42 ] |
| Sociedad de Críticos Cinematográficos de Detroit   | Mejor actriz                                                | Rebecca Hall                        | Nominada  | [ 43 ] |
| Asociación de Periodistas de Cine de Indiana       | Mejor actriz                                                | Rebecca Hall                        | Ganadora  | [ 44 ] |
| Asociación de Periodistas de Cine de Central Ohio  | Mejor actriz                                                | Rebecca Hall                        | Ganadora  | [ 45 ] |
| Asociación de Periodistas de Cine de Central Ohio  | Mejor película olvidada                                     | Christine                           | Nominada  | [ 45 ] |
| Asociación de Críticos de Cine de Chicago          | Mejor actriz                                                | Rebecca Hall                        | Nominada  | [ 46 ] |
| Encuesta de Críticos de IndieWire                  | Mejor actriz                                                | Rebecca Hall                        | 7.º lugar | [ 47 ] |
| Círculo de Críticos Cinematográficos de Londres    | Actriz británica/irlandesa del año                          | Rebecca Hall                        | Nominada  | [ 48 ] |
| Asociación de Críticos Cinematográficos de Toronto | Mejor actriz                                                | Rebecca Hall                        | 2.º lugar | [ 49 ] |
| Círculo Femenino de Críticos de Cine               | Mejor película sobre mujeres                                | Christine                           | Nominada  | [ 50 ] |
| Círculo Femenino de Críticos de Cine               | Mejor actriz                                                | Rebecca Hall                        | Nominada  | [ 50 ] |
| Círculo Femenino de Críticos de Cine               | Courage in Acting                                           | Rebecca Hall                        | Ganadora  | [ 50 ] |
| Círculo Femenino de Críticos de Cine               | Premio Karen Morley                                         | Christine                           | Nominada  | [ 50 ] |
| Círculo Femenino de Críticos de Cine               | Premio The Invisible Woman                                  | Rebecca Hall                        | Nominada  | [ 50 ] |
| Premios Dorian                                     | Película desconocida del año                                | Christine                           | Ganadora  | [ 51 ] |
| Premios Progie                                     | Mejor película progresiva                                   | Christine                           | Nominada  | [ 52 ] |
| Premios Progie                                     | Mejor actriz                                                | Rebecca Hall                        | Nominada  | [ 52 ] |
| Premios Progie                                     | Representación de la clase media más positiva e inspiradora | Christine                           | Nominada  | [ 52 ] |
| Premios Progie                                     | Película satírica más astutamente subversiva                | Christine                           | Nominada  | [ 52 ] |
| Premios Progie                                     | Mejor representación de mujeres pro-feministas              | Christine                           | Nominada  | [ 52 ] |

## Controversia
Greg Chubbuck condenó públicamente a los realizadores de la película por sensacionalizar la muerte de su hermana. También criticó a la protagonista, Rebecca Hall, por lucrar con una tragedia familiar. Por último, lamentó que los encargados del proyecto nunca se acercaran a él para conocer el aspecto cariñoso y gracioso de Christine.
Hall defendió su película argumentando que no es una obra de explotación, sino un íntimo análisis de personaje. Por su parte, el guionista y productor, Craig Shilowich, aseguró que su intención al escribir Christine no fue glorificar el suicidio de la periodista, sino intentar descifrar lo que la llevó a tomar esa decisión.

## Distribución casera
Christine está disponible en formato digital a tavés del servicio Amazon Video desde el 10 de enero de 2017. Posteriormente, la película fue lanzada en los formatos DVD y Blu-ray los días 14 de febrero y 27 de febrero de 2017, respectivamente. Después, el 18 de mayo de 2017, Christine fue estrenada en Netflix.